# Karsten Petrzika
Karsten Petrzika (* 16. November 1968 in Hennigsdorf) ist ein deutscher Fußball- und Handballkommentator.

## Leben und Karriere
Nach dem Abitur arbeitete Petrzika nach einem Volontariat bei der Märkischen Allgemeinen als Redakteur bei derselben Zeitung. Er studierte von 1990 bis 1995 Journalistik, Sportwissenschaft und Politik an der Universität Leipzig. Im Jahr 2005 bekam er von der Universität sein Diplom in Journalistik. Seit 2010 ist er Lehrbeauftragter an der Universität Leipzig.
Seit dem Saisonstart 2023/24 kommentiert Petrzika die Spiele der Handball-Bundesliga der Männer und Frauen sowie weiterer nationaler und internationaler Handball-Turniere auf Dyn.
Beim ORB (Ostdeutscher Rundfunk Brandenburg) arbeitete er von 1992 bis 1997. Danach folgte ein achtjähriges Engagement beim DSF (heute Sport1), Premiere, Sat.1 und ProSieben. Bei den Olympischen Winterspielen 2002 agierte Petrzika als Live-Kommentator. Ab 2006 arbeitete er als fester, freier Mitarbeiter bei RTL, Sport1, Sky Deutschland und Sportdigital. Seit 1994 kommentierte er dort Handballspiele aus der Handball-Bundesliga und dem DHB-Pokal. Daneben kommentierte er Fußballspiele aus der Bundesliga, der 2. Bundesliga und internationale Begegnungen.
Petrzika ist verheiratet und Vater von zwei Kindern.